# I-deas
I-deas (acronyme de Integrated Design Engineering and Analysis Software) est un logiciel de conception assistée par ordinateur et d'analyse par éléments finis.
Celui-ci a été initialement développé par des étudiants de l'université de Cincinnati en 1967. Tout d'abord connu sous le nom de supertab, il fut initialement commercialisé en 1982 par la société SDRC (Structural Dynamics Research Corporation) sous le nom de I-deas et CAEDS pour la version distribuée par IBM.
En 1993, une refonte complète du noyau et de l'interface en font un des tout premiers systèmes de CAO utilisant la méthode «variationnelle», démarche qui vise à résoudre les contraintes régissant une esquisse (système d'équations) de façon simultanée, par opposition aux systèmes dits «paramétriques» (liste d'équations ordonnées) tel qu'implémenté dans le logiciel Pro/Engineer par exemple.
Cette évolution majeure du logiciel est distribuée sous l'appellation commerciale I-deas Master-Series.
Les premières versions de Master-Series fonctionnaient uniquement sur des systèmes Unix propriétaires. À partir de la version 5, un portage pour l'environnement windows est proposé.
La version actuelle (12/2005) est la version 12.
I-deas est utilisé dans l'industrie automobile par des constructeurs tels que Ford, Nissan, Mazda, Jaguar, dans l'aéronautique ainsi que dans l'industrie des biens d'équipements.
En 2001, SDRC est racheté par le géant de l'informatique EDS qui rachète également les parts manquantes de la société UGS qui commercialise alors le logiciel concurrent Unigraphics.
EDS fusionne alors les deux entités sous le nom de EDS PLM solutions puis UGS PLM solutions.
En mai 2004, EDS dont les résultats ne sont pas à la hauteur des attentes des analystes décide de se séparer de cette nouvelle entité et revend celle-ci sous le nom de UGS à trois fonds de pension : Bain Capital, Silver Lake Partners et Warburg Pincus. En janvier 2007, UGS est rachetée par Siemens et est renommée Siemens PLM Software.
Les gammes de produits des deux sociétés sont petit à petit uniformisées et rationalisées. La partie CAD/CAE porte le nouveau nom de NX.
I-deas en tant que tel est donc amené à disparaitre pour mieux renaître au sein de la suite NX basée sur le noyau « parasolid ».